# 2001 en république du Congo

## Gouvernement
- Président : Denis Sassou-Nguesso

## Événements
- 10 janvier : accident ferroviaire à Mvoungouti, à une trentaine de kilomètres au sud de Dolisie.